# Bjørnar Skjæran
Bjørnar Selnes Skjæran (født 28. maj 1966 er en norsk politiker ( Ap). Fra 14. oktober 2021 til 16. oktober 2023 var han Norges fiskeri- og havminister i Regeringen Jonas Gahr Støre. Fra 6. april 2019 til 5. maj 2023 var han anden næstformand for Arbeiderpartiet. Skjæran var leder af Nordland Arbejderpartiet fra 2011 til 2019 og gruppeformand for Arbeiderpartiet fylkestinget i Nordlands Amtsråd fra 2015 til 2019. Han var borgmester i Lurøy-kommunen fra 2011 til 2015.